# Diákigazolvány
A diákigazolvány  a diákok azonosítására használt rendszer, mellyel kedvezményeket lehet igénybe venni. Érvényessége megszűnik a tanulmány lejártával.

## A múlt
Magyarországon hosszú évekre nyúlik vissza az országos diákigazolvány-rendszer. 1998 előtt egy, a Pátria Nyomda által készített kisalakú papír-füzet volt használatban, amelynek külső oldalán a diák fényképe (ragasztással), személyes adatai, illetve iskolájának adatai kerültek feltüntetésre. A belső oldalak részben az utazási kedvezmények igénybevételére, részben a tanulói jogviszony iskolai pecséttel és aláírással történő igazolására szolgáltak.
A füzet formájú diákigazolvánnyal kapcsolatban felmerült egyik probléma a nagyszámú visszaélés volt. Az érvényességet ugyanis kizárólag az iskolai pecsét igazolta, márpedig ezt - akár otthoni "krumpli-nyomdával" is - lehetett hamisítani. Emellett jelentősen sérülékeny volt, hiszen a papírfüzet könnyen szétszakadt, szétmállott.

## Plasztik kártya
A fenti problémák miatt az illetékesek úgy határoztak, hogy egy újfajta igazolvánnyal fogják felváltani az ezredfordulóhoz közeledve mind inkább elavultnak tűnő régit, hiszen az igazgatás olyan eszközöket kíván, amelyekkel nem, vagy csak nagy nehézségek árán lehet visszaélni, amelyek tartósak, jó minőségűek.
A Művelődési és Közoktatási Minisztérium által 1997. május 14-én a Közbeszerzési Értesítőben - az új diákigazolványok szállítása tárgyában - meghirdetett közbeszerzési eljárásra számos pályázat érkezett. Az ajánlatok közül a CompuWorx Kft. és az Állami Nyomda Rt. közös pályázatát hirdették ki nyertesnek. A győztes pályázóval a szaktárca 1997. november 24-én kötötte meg a vállalkozói keretszerződést.
Az új diákigazolvány egy bankkártya méretű műanyaglap lett, amelyen a tulajdonos fényképe, aláírása és személyi adatai, az igazolvány egyedi azonosítója, az oktatási intézmény(ek) adatai, valamint a képzés típusára (nappali, esti, levelező, távoktatás) jellemző képecske, ún. piktogram szerepel. A kártyán az adatok lézergravírozásos eljárással kerültek feltüntetésre. A felsőoktatási igazolványokra még egy aranyszínű elektronikus szerkezet, úgynevezett chip is került. Ezzel a magyar felsőoktatási diákigazolvány lett a világon az első országosan használt hivatalos, "B" kategóriás biztonsági okmánynak minősülő mikroprocesszoros kártya.
Az egyetemisták közül először a pécsi hallgatók ismerhették meg széles körben az intelligens kártyát. Ez egy elektronikus diákigazolvány és hallgatói információs rendszer is egyben. Az 1997/98-as tanévvel együtt mintegy 15 000 mikroprocesszoros kártyát bocsátottak ki a JPTE Közgazdaságtudományi, Állam -  és Jogtudományi, Bölcsészettudományi, Természettudományi, Műszaki és Művészeti Karán, valamint a Pécsi Orvostudományi Egyetem Általános Orvostudományi, illetve Egészségügyi Főiskolai Karának hallgatói számára.

## Az új diákigazolványok bevezetése
Teljes körű igazolványcserére került sor. Ennek megfelelően közel kétmillió diákigazolványt kellett elkészíteni. 1998 júliusára már 1 millió diákigazolvány-igénylőlap érkezett be az Állami Nyomdához. 1998 októberére közel kétszázezer diákigazolvány jutott el újdonsült tulajdonosához, karácsonyra pedig ez a szám meghaladta az egymilliót. Időközben a Diák-Bónusz Közhasznú Társaság, mint a minisztérium többségi tulajdonában lévő háttérintézmény, hozzálátott az új típusú igazolvánnyal igénybe vehető kereskedelmi kedvezmények szervezéséhez.

## Jogi szabályozása
A diákigazolvány-rendszer megújítása mellett új jogi háttér lett. 1999-ben megszületett a diákigazolványról szóló 30/1999. (II.15.) Kormány rendelet, valamint a részletes eljárást rögzítő, a diákigazolványok előállításának, kiadásának és nyilvántartásának rendjéről szóló 15/1999. (III.24.) OM rendelet. A két jogszabályt azóta többször módosították. 
Ahhoz, hogy a diákigazolvány esetleges elvesztése, sérülése, érvényességének lejárta stb. esetén a diák továbbra is igénybe tudja venni a számára biztosított utazási, kulturális kedvezményeket, az új típusú állandó diákigazolvánnyal egyidejűleg megszületett az ideiglenes diákigazolvány is. Ez az okmány két részből áll: egy, a közoktatási diákigazolvánnyal megegyező színű plasztik-lap, amely lézergravírozással tartalmazza az iskola adatait, illetve egy papíralapú személyi lapból, amely a diák személyes adatait és fényképét tartalmazza. Az ideiglenes diákigazolvány bevezetésekor 45, jelenleg 60 napra alkalmas a kedvezmények igénybevételére.

## A diákigazolvány jelene
A 2003-ban bevezetett reformok számos tapasztalatot is hoztak. Ugyanakkor a korábbitól eltérő eljárásrend alkalmazása az idejekorán kiküldött részletes tájékoztatóanyagok ellenére sok intézménynek problémát okozott, aminek a diákok látták a kárát. Az igénylések között rengeteg volt a hibásan, hiányosan, vagyis gyártásra alkalmatlan állapotban beküldött igénylés. Tipikus hibának számított a rossz minőségű fénykép, a hiányzó, állampolgárságra vonatkozó adat vagy az üresen hagyott születési dátum mező.
A hibák kiküszöbölése érdekében 2004-ben néhány elemében módosították az igénylőlapot, amely ezáltal könnyebben kezelhetővé vált. Az eredmény azt mutatja, hogy sikerült elérni a hibák számának csökkenését. 2004-ben az összes igénylés (mintegy 480.000 darab) 97%-a készült el határidőre, beleértve ebbe a hibás vagy hiányos igényléseket is.
A felsőoktatási felvételi eljárást immáron teljesen összekapcsolták a diákigazolvány-igényléssel oly módon, hogy a felsőoktatási intézménybe jelentkezők nem kaptak külön igénylőlapot, hanem a felvételi jelentkezési "A" jelű lapon tudták igénylésüket beadni egy fénykép felragasztásával. A középiskolába központi felvételi eljáráson keresztül jelentkezők (KIFIR folyamat) részére továbbra is perszonalizált igénylőlap került kiküldésre, amely azonban a 2003-as évtől eltérően az állampolgárságot, az igénylés okát és a képzési formát is előre nyomtatva tartalmazta, ezáltal csökkentve a hibalehetőséget.
Az internet adta lehetőségek jobb kihasználása érdekében 2004-től bevezetésre került a diákok és az intézmények részére is egy hibajavító felület. Ennek segítségével lehet az igénylésekben lévő hibákat vagy hiányosságokat javítani, illetve pótolni. Az intézmények egyúttal előzetes regisztrációt követően valamennyi benyújtott igénylésük aktuális státuszát ellenőrizni tudták, és ha bármi hiba merült fel, így azonnal kezdeményezhették annak javítását. A 2003-ban létrehozott telefonos ügyfélszolgálat tevékenységének fejlesztését jelentette, hogy a hibajavítás telefonon keresztül is lehetségessé vált oly módon, hogy az ügyintézők hangrögzítéses telefonvonalon keresztül kérték be a javítandó vagy hiányzó adatokat az oktatási intézményektől.
A Diák-Bónusz Kht segítségével megújult a Diákigazolvány Ügyfélszolgálat hivatalos honlapja. A portál szegmentálja, és külön csatornákba tereli a közoktatásban tanulók, a felsőoktatási hallgatók és az intézmények számára szükséges tudnivalókat, letölthető formában tartalmazza az összes diákigazolványhoz kapcsolódó nyomtatvány, illetve belépést biztosít a webes felületekre, ahol az adatvédelem által megkövetelt megfelelő biztonsági elemeket tartalmazó regisztrációs eljárás után az intézményeknek lehetőségük van az igényléseik életútjának nyomon követésére, hibajavításra, valamint nyomtatvány- és egyéb megrendeléseik online feladására.
Elkészült egy hangalámondásos, illusztráló animáció, folyamatábrák a különféle igénylésekhez és egy hírrovat a közhasznú hírekhez.
Emellett megmaradt az info@diakigazolvany.hu elektronikus szolgáltatás, ahol az oktatási intézmények és a diákigazolványt igénylők gyors és személyre szabott választ kaphatnak kérdéseikre.
Manapság számos lehetősége van a diákoknak más országban tanulni, így az egyre több külföldi ösztöndíj lehetőségek elősegítették a nemzetközi diákigazolvány (International Student Identity Card -ISIC) létrejöttét. Emellett létezik nemzetközi tanárigazolvány (ITIC) is. Az igazolványt 126 országban elfogadják és a 12. életévüket betöltött nappali tagozatos, általános iskolás, középiskolás, főiskolás vagy egyetemista diákok igényelhetik és használhatják. A nemzetközi diákigazolvány egy plasztik kártya, amely ugyanúgy tartalmazza az iskolai és személyes adatokat, mint a magyar kártya. A rajta lévő igazolványkép mérete 35x45 mm, ami a fényképes okmányok szabványméretéhez igazodik. Az igazolvány belföldön és számos külföldi országban használható különféle kedvezmények igénybevételéhez.

## Jogszabályok
- 30/1999. (II. 15.) Korm. rendelet a diákigazolványról
- 15/1999. (III.24.) OM rendelet a diákigazolványok előállításának, kiadásának és nyilvántartásának rendjéről
- 38/2003. (III. 27.) Korm. rendelet a diákigazolványról szóló 30/1999. (II. 15.) Korm. rendelet módosításáról
- 17/2005. (II. 8.) Korm. rendelet a diákigazolványról
- 295/2008. (XII. 11.) Korm. rendelet a felsőoktatási hallgatói diákigazolványról és a doktorjelölti diákigazolványról
- 296/2008. (XII. 11.) Korm. rendelet a közoktatási diákigazolvány kiadásáról és használatáról
- 180/2011. (IX. 2.) Korm. rendelet A diákigazolványról szóló 17/2005. (II. 8.) Korm. rendelet módosításáról